# Мусей
Мусей (др.-греч. Μουσαῖος) — в древнегреческой мифологии певец, поэт и герой, почитавшийся афинянами.

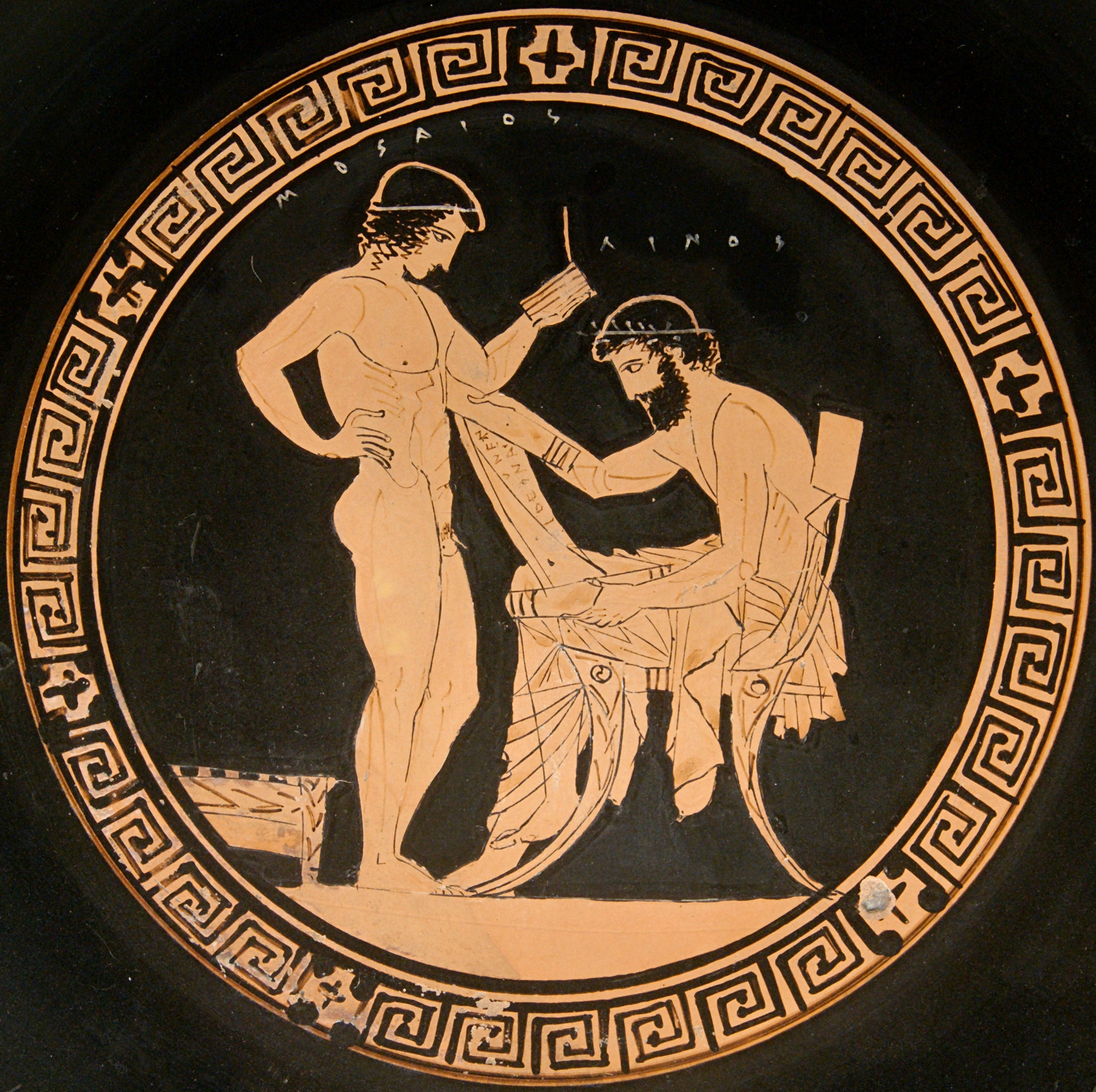
Лин (справа) и Мусей (слева) в палестре. Тондо краснофигурного килика. Вазописец Эретрии. Ок. 440—435 до н. э.

Из родословных видно, что первоначально это элевсинский герой, затем связывался с Афинами. Или сын Евмолпа. Согласно историку Филохору, сын Евмолпа и Селены. Согласно историку Андрону, отец Эвмолпа третьего, сын Антифема, сына Эвмолпа, сына Керика, сына Эвмолпа старшего. Или сын Антиофема (Антифема), сына Экфанта, сына Керкиона, и Селены. Или сын Метиона и Стеропы, изобрёл алфавит. Или сын Лина, или сын Фамирида, внук Филаммона. Или ученик Орфея, сын Евмолпа (Лексикон Суды). Либо сын Орфея, посвятил Геракла в Элевсинские мистерии. Его жену звали Антиопа или Деиопея (разные чтения текста Гермесианакта).
По мнению Павсания, от него не сохранилось ничего бесспорного, кроме гимна к Деметре у Ликомидов. По утверждению Демокрита, изобрёл гексаметр.
Согласно Ономакриту, мог летать, получив дар от Борея. Похоронен на холме Мусейон. Написал, что орёл кладёт трёх птенцов, высиживает двух, питает одного. По Диогену Лаэртскому, умер и похоронен в Фалере.
Есть версия, что перед битвой с гигантами на Крите Мусей перешёл от гигантов на сторону богов, за что удостоился почестей.
Считался автором поэмы «Эвмолпия», поэмы «Титаномахия», поэмы о Триптолеме.
По Диогену Лаэртскому, Мусей «первый, по преданию, учил о происхождении богов и первый построил шар; он учил, что все на свете рождается из Единого и разрешается в Едином» (О жизни, учениях и изречениях знаменитых философов).
К нему обращался Орфей в своём гимне.